# Sornpichai Kratingdaenggym
Sornpichai Kratingdaenggym (* 21. April 1974 in Kamphaeng Phet, Thailand) ist ein ehemaliger thailändischer Boxer im Fliegengewicht.

## Profikarriere
Im Jahre 1995 begann er erfolgreich seine Profikarriere. Am 3. September 1999 boxte er gegen Leo Gámez um die WBA-Weltmeisterschaft und gewann durch klassischen K. o. in Runde 8. Diesen Gürtel verlor er allerdings bereits in seiner ersten Titelverteidigung im August desselben des Jahres an Eric Morel nach Punkten.  
Im Jahre 2004 beendete er seine Karriere.